# Alpes de Tux
Los Alpes de Tux (en alemán: Tuxer Alpen) o Prealpes de Tux (Tuxer Voralpen) son un subgrupo de la cordillera de los Alpes Centrales de Austria, que a su vez forman parte de los Alpes del Este en Europa Central. Se encuentran totalmente dentro del estado federal austriaco de Tirol. Los Alpes de Tux son una de las tres cadenas montañosas que forman el telón de fondo alpino de la ciudad de Innsbruck. Su pico más alto es el Lizumer Reckner, 2,886 m (AA), que está situado entre la cañada de Wattentaler Lizum y el valle de Navisbach. Su nombre deriva del pueblo de Tux, que se encuentra en un valle lateral del Zillertal. 
La clasificación del Club Alpino de los Alpes del Este (AVE) llama a esta cordillera los Alpes de Tux. El nombre Prealpes de Tux fue declarado obsoleto en la edición de 1984 del AVE y ya no se aplica. La realidad es que la cordillera no puede ser descrita como "prealpes" en vista de su gran extensión y altura. La descripción solo tiene sentido cuando la cadena se ve en el contexto de los Alpes de Zillertal al sur, que son considerablemente más altos que los Alpes de Tux y están cubiertos permanentemente por glaciares. 

## Cadenas vecinas
Los Alpes Tux están rodeados por las siguientes cordilleras de los Alpes: 
- Karwendel (al norte)
- Alpes de Brandenberg (al noreste)

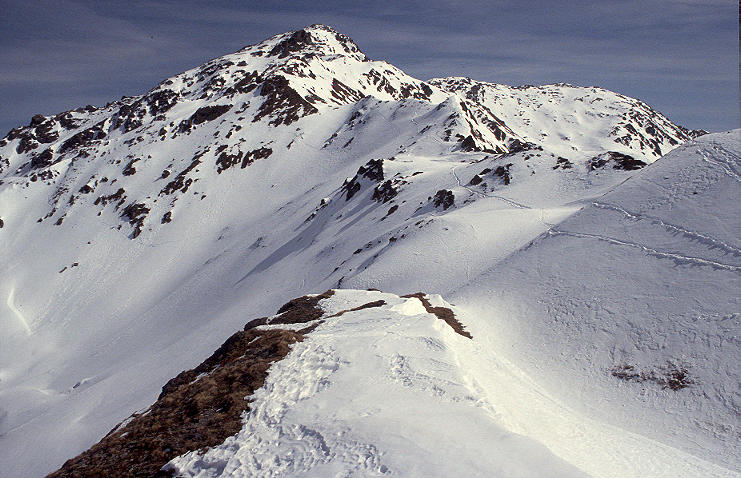
El Rastkogel (2.762 m), un popular objetivo de esquí de travesía.

- Alpes de Kitzbühel (al este)
- Alpes de Zillertal (al sur)
- Alpes de Stubai (al oeste)

## Límite
Hacia el norte, el valle bajo del Eno forma el límite de esta cadena desde Innsbruck, río abajo, hasta la confluencia del Eno con el Ziller. El valle del Ziller (Zillertal) bordea la cadena por el este desde la desembocadura del Ziller en el Eno, río arriba hasta Mayrhofen. En el sur, el valle de Tuxertal perfila la cordillera desde Mayrhofen hasta Hintertux. Desde allí, el límite continúa hasta la silla de Tuxer Joch y, a través del valle de Schmirntal, hasta Sankt Jodok. Al oeste, los Alpes de Tux están limitados por el valle de Wipptal desde Sankt Jodok, río abajo hasta Innsbruck. 
La silla de Tuxer Joch une los Alpes de Tux con los Alpes Zillertal. 
Los Alpes de Tux son una zona muy visitada por los practicantes de esquí y senderismo. Sus estaciones de esquí son Glungezer, Lizum im Wattental, Hochfügen-Hochzillertal, Penken y Kellerjoch y Patscherkofel. La montaña Patscherkofel fue sede de los Juegos Olímpicos de Invierno de 1964 y 1976 en las cercanías de Innsbruck. 

## Picos principales
| - Lizumer Reckner, 2886 m - Geier, 2857 m - Kalkwand, 2826 m - Rosenjoch, 2796 m - Rastkogel, 2762 m - Malgrübler, 2749 m | - Hirzer, 2725 m - Glungezer, 2677 m - Gilfert, 2506 m - Grüblspitze, 2395 m - Kellerjoch, 2344 m - Patscherkofel, 2246 m |

## Geología

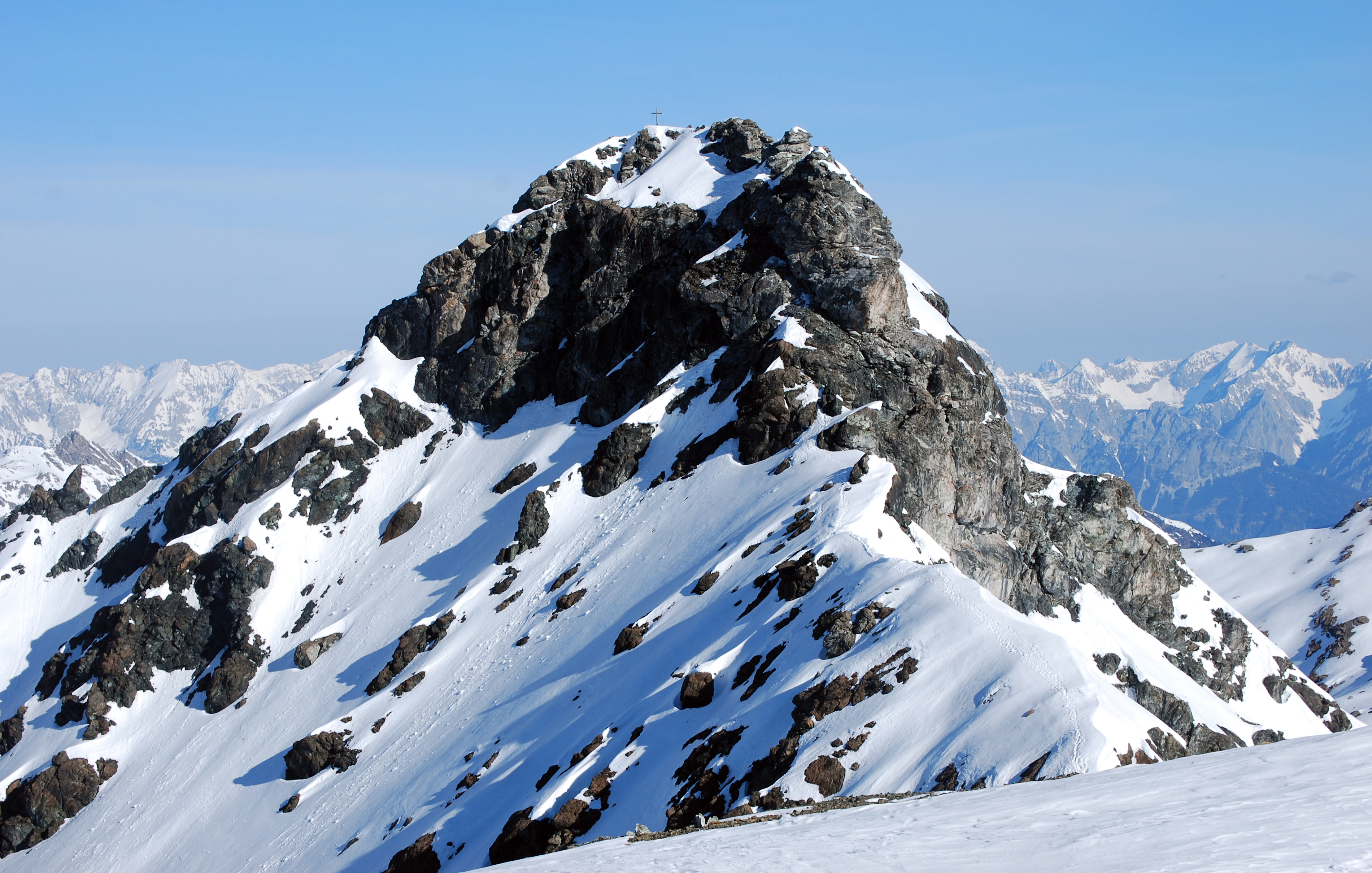
La montaña más alta de los Alpes de Tux, el Lizumer Reckner, está formada de serpentinita.

La mayor parte de los Alpes de Tux comprende rocas metamórficas de bajo grado, que se clasifican como parte del complejo de cuarzo-filita de Innsbruck (pizarra de filita cuarcítica). Junto a esta zona de rocas paleozoicas hacia el sur, se encuentra una zona localizada de varias rocas mesozoicas, el llamado Mesozoico Tarntal. Esta zona compleja pertenece, como la zona de cuarzo-filita, a la unidad tectónica de los Alpes del Este Inferior. Entre las rocas del Tarntal Mesozoico se pueden encontrar dolomitas y calizas que son la base de las rocas (Kalkwand y Torwand) en el área del Wattentaler Lizum. Por otro lado, también hay elementos del antiguo lecho marino, en forma de serpentinita, que conforman el Lizumer Reckner. La zona más al noreste de los Alpes de Tux, desde el área de Schwaz hasta Fügen im Zillertal, pertenece a la capa de Greywacke, Alpina Oriental Superior, que consiste en rocas paleozoicas. La plata y el cobre fueron extraídos antiguamente en esta zona en el área de alrededor de Schwaz.

## Rutas de senderismo de larga distancia
La ruta de senderismo de larga distancia conocida como "Travesía de los sueños de Múnich a Venecia" ( Traumpfad München-Venedig ) atraviesa los Alpes de Tux. Este no es un sendero oficial de larga distancia. Sin embargo, la ruta, que se propuso por primera vez en 1977, ha alcanzado una importancia mayor que muchos de los otros senderos oficialmente establecidos y mantenidos por los estados o clubes. 
La novena jornada de la ruta de los sueños se extiende desde Hall en Tirol hasta Glungezer Hut; la siguiente etapa se realiza sobre las siete cumbres de Tuxer y el Naviser Jöchl hasta el Lizumer Hut y es administrada por la sección del Club Alpino de Austria en Hall. 
La etapa del día 11 va desde Lizumer Hut a Tuxer Joch Haus, luego sobre Pluderling Saddle y Gschützspitze Saddle. 
Otros senderos de larga distancia en los Alpes de Tux son: el Camino del Águila (Adlerweg), la Via Alpina (rojo), el Camino Olímpico (Olympiaweg), Glungezer & Geier Way No. 335 (Glungezer & Geier-Weg 335), y Camino Central Alpino No. 02a.

## Refugios

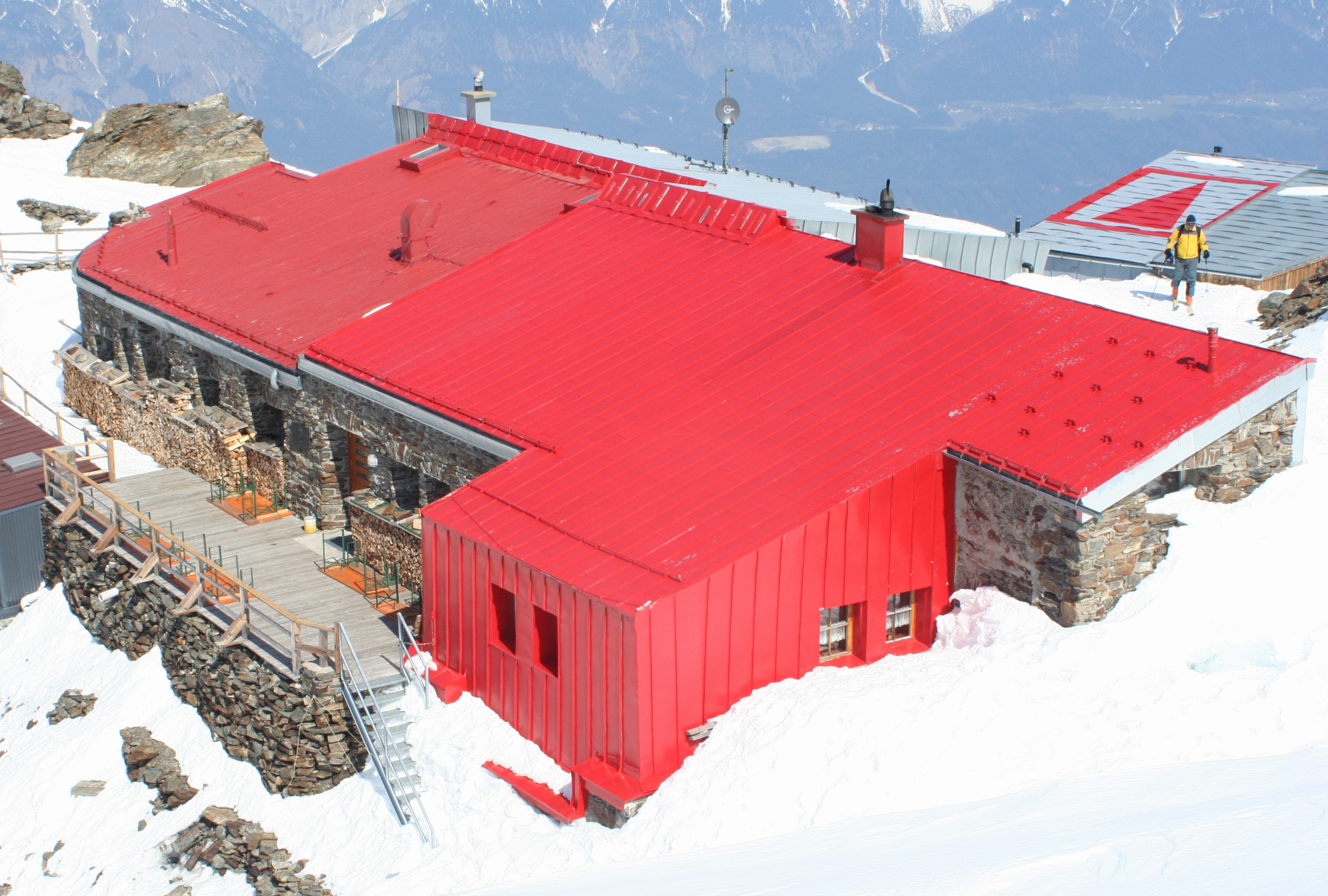
El refugio de Glungezer

En los Alpes de Tux están situados los siguientes refugios del Club Alpino: 
| - Glungezer Hut - Kellerjoch Hut - Lizumer Hut - Meißner Haus - Navis Hut | - Patscherkofelhaus - Rastkogel Hut - Vinzenz Tolling Hut - Voldertal Hut - Weertal Hut - Weiden Hut |